# Szelenyiopria pampeana
Szelenyiopria pampeana  (лат.) — вид паразитических мирмекофильных наездников семейства диаприиды надсемейства Proctotrupoidea (или Diaprioidea, Diapriini) подотряда стебельчатобрюхие отряда перепончатокрылые насекомые. Южная Америка: Аргентина (La Pampa). Мелкие насекомые (длина около 1 мм). Ассоциированы с муравьями-листорезами Acromyrmex lobicornis (Emery) (Attini). Эндопаразитоиды личинок поздних возрастов (койнобионты), которые позволяют хозяину продолжать его развитие. Первоначально были описаны в 2000 году под названием Gymnopria pampeana Loiácono, 2000